# Теніт Лі
Теніт Лі (англ. Tanith Lee, нар. 19 вересня 1947, Лондон — пом. 24 травня 2015, Східний Сассекс, Англія) — британська письменниця у жанрі наукової фантастики, жахів і фентезі. Авторка понад 90 романів і 300 коротких оповідань, дитячої книжки-картинки (Animal Castle) і багатьох віршів. Вона також написала два епізоди науково-фантастичного телесеріалу Blake's 7 від BBC. Перша жінка-переможець Британської премії фентезі, отримала нагороду за найкращий роман (нагорода також відома як August Derleth Award) за свою книгу «Владика смерті» (англ. Death's Master, 1980).

## Життєпис

### Раннє життя
Теніт Лі народилася 19 вересня 1947 року в Лондоні у родині професійних танцюристів Бернарда і Гільди Лі. Згідно зі спогадами Лі, хоча її дитинство було щасливим, вона була «звичайною дитиною, яка зазнавала утисків» («traditional kid that got bullied») і мусила часто переїжджати через роботу її батьків. Хоча її родина була бідною, вони підтримували велику колекцію книг і Лі активно читала химерну фантастику, включно з «Silken Swift» Теодора Стерджона і «Gabriel Ernest» Сакі, і обговорювала таку літературу як Гамлет і Дракула зі своїми батьками. Лі відвідувала багато різних шкіл у дитинстві. Спочатку вона була нездатна читати через легку форму дислексії, яка була діагностована пізніше, але коли їй було 8, її батько навчив її читати приблизно за місяць, і вона почала писати у віці 9 років. Вона працювала офіціанткою і у бібліотеці перед тим як спробувати стати письменницею.

### Навчання
Через те, що батьки Лі мусили інколи переїжджати через роботу, вона відвідувала декілька початкових шкіл, а пізніше коледж для дівчат Prendergast Grammar School for Girls. Три предмети надихали Лі найбільше: англійська мова, історія і релігія. Після старшої школи Лі навчалася рік у Croydon Art College. Розуміючи, що це було не те, чим вона хотіла б займатися, вона залишила навчання на курсі і працювала за декількома професіями: була реєстратором, офіціанткою, консультантом у магазині і помічницею у бібліотеці.

### Кар'єра письменниці
Її першим професійним продажем став твір «Eustace», віньєтка з 90 слів, написана у віці 21 року в 1968 році. Вона продовжувала працювати на декількох роботах майже десятиліття через відмови від її книг. Її першим романом (для дітей) став твір The Dragon Hoard, опублікований у 1971 році видавництвом Macmillan. Багато британських видавництв відмовилися від її роману The Birthgrave, який вона написала для видавництва DAW Books. Її кар'єра справді пішла вгору після прийняття у 1975 році видавництвом DAW Books USA її роману в жанрі епічного фентезі для дорослих The Birthgrave — книги з великим тиражем. Лі згодом підтримувала написання робіт популярного жанру. The Birthgrave дозволив Лі працювати письменницею на постійній основі і припинити виконувати «дурну та пригнічуючу роботу» («stupid and soul-killing jobs»). Протягом 1990-их її книги не публікувалися через зміни у видавництві. Стиль, який зробив усю її кар'єру не приймався видавцями того часу.
Більшість видавничих компаній рідше приймали пізні роботи Лі. Компанії, з якими Лі працювала багато років відмовлялися навіть розглядати її пропозиції. Менші компанії опублікували тільки декілька робіт Лі. Ці відмови не завадили їй написати багато романів та оповідань, які просто лежали в її шафі. Через відсутність публікацій нових робіт Лі, у листах її прихильники навіть запитували, чи вона не померла. Лі навіть спробувала змінити свій стиль, проте все це було безуспішним. Але завдяки Інтернет-продажам вона змогла продовжувати писати.

#### Продажі книг
У Лі впродовж певних періодів її кар'єри були «спокійно феноменальні продажі» («quietly phenomenal sales»). Коли вона намагалася змінити свій стиль, деякі з її робіт подобалися рецензентам і публікувалися малими видавництвами, але це не мало ніякого значення. Гонорари були добрими до тих пір, доки видавництва збанкрутувалися.

### Особисте життя і смерть
У 1987 році Лі зустріла художника і письменника Джона Каіна (John Kaiine). У 1992 році вони одружилися.
Коли Лі була молодшою, вона могла писати протягом тривалого часу у ранішні години дня. Розпорядок Лі почав змінюватися, тому що з віком її витривалість зменшувалася. Лі завершувала свій робочий день приблизно о 18:00, щоб зробити перерву для вечері, а не писати всю ніч. У свій вільний час вона переглядала телевізійні історичні канали та канали про природу. Лі і Каін також були великими прихильниками телесеріалу Доктор Хто. Вони мешкали на півдні Англії.
Лі померла у себе вдома у Східному Сассексі від раку молочної залози 24 травня 2015 року.

## Роботи
Дебютом Теніт Лі стала дитяча книга 1971 року The Dragon Hoard; її першою книгою для дорослих став твір The Birthgrave у 1975 році. Плідні результати роботи Лі охоплюють багато різних жанрів, включно з дорослим фентезі, дитячим фентезі, науковою фантастикою, фантастикою жахів, готичними жахами, готичною романтикою і історичною драмою. Серії її взаємопов'язаних казок називаються The Flat-Earth Cycle, починаючи з Night's Master і Death's Master, вони схожі за об'ємом з The Dying Earth Джека Венса.
Night's Master містить алегоричні казки з персонажем Azhrarn, демоном-принцом, який викрадає і вирощує гарного хлопчика, позбавляючи його суму реального світу. Зрештою, хлопчик бажає знати більше про Землю і просить повернути його. Відбувається декілька зустрічей між демоном і людьми Землі. Пізні казки написані за мотивами вавилонської міфології. У серії книг у жанрі наукової фантастики Four-BEE Лі досліджує культуру молоді і індивідуальності у суспільстві, яка дарує завжди молодим підліткам повну свободу. Лі також написала історичний роман The Gods are Thirsty, дії якого відбуваються під час Великої французької революції. Впродовж кінця 1980-их вона опублікувала три збірники Dreams of Dark and Light (1986), Women as Demons (1989) і The Forests of the Night (1989).
Великою частиною її робіт було фентезі для дітей, яке охоплювало всю її кар'єру від The Dragon Hoard у 1971 році до The Claidi Journals, які включають Wolf Tower, Wolf Star, Wolf Queen і Wolf Wing у кінці 1990-их років і на початку 2000-их років.
Роботи Лі публікували різні видавництва залежно від аудиторії її творів (доросла або дитяча). Її ранні дитячі романи у жанрі фентезі публікувалися у твердій обкладинці видавництвом Macmillan UK і згодом видавалися у м'якій обкладинці у США часто компанією DAW, або інколи у твердій обкладинці видавництвом St. Martin's Press. Деякі з її творів були видані лише у м'якій обкладинці, здебільшого у США компанією DAW у 1970-ті — на початку 1980-их років. Деякі її роботи були видані виключно у Великій Британії.

## Письменницький стиль
Стиль Лі часто відзначається багатим використанням віршів прозою і яскравих образів. Рецензенти описують її стиль як дивний, пишний, яскравий, екзотичний, еротичний, багатий, витончений, викривлений і похмуро красивий. Вона використовує дуже описову і поетичну техніку, яка гарно працює з темами, які Лі використовує у своїх вигаданих історіях. Її також хвалять за її здатність балансувати її дивний стиль із викликами написання далеких світів, але деякі критики натомість вважають, що стиль Лі не завжди легкий для читача; вона інколи залишає читача з питаннями без відповідей, на які можна було б легко відповісти, якби вона описувала детальніше.

## Теми робіт
Твори Лі часто містять оригінальні інтерпретації казок, історій вампірів, міфів та творів фантастичного жанру; а також теми фемінізму і сексуальності. Вона також писала твори жанру лесбійської фантастики під псевдонімом Естер Ґарбер. Крім фемінізму і сексуальності, Лі використовувала багато інших тем у своїх історіях. З 1975-80-их років вона почала писати у жанрі готичної наукової фантастики; її перший готичний роман «Sabella or the Bloodstone» торкався тем самотності і страху.

## Вплив
На Теніт Лі вплинули декілька жанрів, зокрема література, музика, фільми і «дрібні речі» («small things»). На її Flat Earth Series мала вплив гра, в яку вона грала зі своєю матір'ю; на деякі її роботи вплинули казки, які матір Лі розповідала їй. Її чоловік, будучи письменником, був також «фабрикою ідей». Багато її робіт з'явилися скоріше з «дрібних речей», ніж з великих натхнень.

### Автори
На творчість Лі мали вплив такі письменники і драматурги: Ґрем Ґрін, Ребека Вест, Елізабет Бовен, Джек Венс, Фріц Лайбер, Теодор Стерджон, Анджела Картер, Джейн Гаскелл, Чарлз Діккенс, Вільям Шекспір, Вільям Блейк, Чехов Антон Павлович, Гарольд Пінтер, Теннессі Вільямс, Артур Міллер, Генрік Ібсен, Август Стріндберг, Тургенєв Іван Сергійович, Бунін Іван Олексійович, Генрі Джеймс, Роземері Саткліфф, Мері Рено, Джин Ріс, Джон Фаулз, Джон Ле Карре, Сім'я Бронте, Едвард Морган Форстер, Вільям Сомерсет Моем, Ізабель Альєнде, Маргарет Етвуд, Рут Ренделл, Лоренс Даррелл, Елрой Флеккер і Тед Г'юз. Лі вважала, що Вірджинія Вулф і Клайв Стейплз Льюїс дуже вплинули на її у ранньому віці.

### Інші жанри
На Лі також вплинули художники, фільми, телесеріали і музика. Вона приводила Сергія Прокоф'єва, Сергія Рахманінов, Дмитра Шостаковича (чиї симфонії вплинули на певні сцени в Anackire), Георга Генделя, Енні Леннокс і Джонні Кеша як тих, чия музика вплинула на неї. Серед фільмів, які вплинули на неї: Бен-Гур, Caesar and Cleopatra (з Вів'єн Лі і Клодом Рейнсом у головних ролях), Дракула Френсіса Форда Копполи, Братство вовка (версія з субтитрами), Гамлет Лоуренса Олів'є. Також на її вплинули різні телевізійні серіали і фільми про Бернарда Квотермаса і фільми Заборонена планета (1956), Сьома печатка (1957) Інгмара Бергмана і Планкет та Маклейн (1999). Телевізійна версія драми Георга Бюхнера Смерть Дантона (1978) надихнула її написати французький історичний роман. Художниками, які вплинули на її творчість, були Вінсент ван Гог, Котман, Вільям Тернер, Густав Клімт, Руссо, Леонардо да Вінчі, Сандро Боттічеллі, Лоуренс Альма-Тадема і деякі прерафаеліти.

## Нагороди
Nebula Awards
- 1975: The Birthgrave (номінація, найкращий роман)
- 1980: Red As Blood (номінація, найкраще оповідання)

World Fantasy Awards
- 1979: Night's Master (номінація, найкращий роман)
- 1983: «The Gorgon» (перемога, найкраще оповідання)
- 1984: «Elle Est Trois, (La Mort)» (перемога, найкраще оповідання)
- 1984: «Nunc Dimittis» (номінація, найкраща новела)
- 1984: Red As Blood, or, Tales From The Sisters Grimmer (номінація, найкраща антологія/зібрання)
- 1985: Night Visions 1 (номінація, найкраща антологія/зібрання)
- 1987: Dreams Of Dark And Light (номінація, найкраща антологія/зібрання)
- 1988: Night's Sorceries (номінація, найкраща антологія/зібрання)
- 1999: «Scarlet And Gold» (номінація, найкраща новела)
- 2006: «Uous» (номінація, найкраща новела)
- 2013: Life Achievement Award[35]

World Horror Convention
- 2009: Grand Master AwardWikipedia. Wikimedia Foundation, 2 June 2006. Web. 13 Oct. 2015.

British Fantasy Awards
- 1979: Quest For The White Witch (номінація, найкращий роман)
- 1980: Death's Master (перемога, найкращий роман)[36]
- 1980: «Red As Blood» (номінація, найкраще оповідання)
- 1981: Kill The Dead (номінація, найкращий роман)
- 1999: «Jedella Ghost» (номінація, найкраще оповідання)
- 2000: «Where Does The Town Go At Night?» (номінація, найкраще оповідання)

Lambda Awards
- 2010: Disturbed by Her Song (номінація, найкраща ЛГБТ-фантастика)